# 브라더 콤플렉스
브라더 콤플렉스(영어: Brother complex)는 자신의 남자 형제를 광적으로 좋아하는 것을 일컫는다. 자매의 경우는 시스터 콤플렉스가 있다.

## 같이 보기
- 오이디푸스 콤플렉스
- 엘렉트라 콤플렉스
- 시스터 콤플렉스